# Авіаналіт на Уаді-Дум

Вибухи французьких бомб на злітно-посадочній смузі авіабази Уаді-Дум (знімок камери одного зі штурмовиків, що брали участь в операції). На передньому плані видні ще дві бомби, що опускаються на парашутах.

Авіаналіт на Уаді-Дум — бомбардування французькими військово-повітряними силами лівійської авіабази Уаді-Дум в північному Чаді, виконане 16 лютого 1986 року, під час лівійсько-чадського конфлікту. В результаті авіабаза була важко пошкоджена і на значний час виведена з ладу.

## Передумови
Згідно з домовленістю, досягнутою на Криті в вересні 1984 року між президентом Лівії Муаммаром Каддафі і президентом Франції Франсуа Міттераном, збройні сили обох країн повинні були покинути Чад, який с серпня попереднього року був фактично розділений по Червоній Лінії удовж 15-ї (пізніше —16-ї) паралелі між підтриманими Лівією повстанськими силами GUNT на півночі, і контрольованим Хіссеном Хабре чадським урядом на півдні. В той час, як Франція виконала умови домовленості, Лівія лише зменшила свою присутність, залишивши на півночі Чаду від 3000 до 5000 своїх військ.
В період між 1984 і 1986 роками деякі зі складових фракції GUNT перейшли на сторону центрального уряду. Щоб запобігти дезертирству союзників, Каддафі видав наказ силам GUNT розпочати новий наступ на позиції Хабре південніше Червоної Лінії.
Франція відреагувала 14 лютого початком операції «Яструб», в рамках якої до Чаду були введені 1200 французьких вояків і кілька ескадрилей літаків «Міраж F-1» і «Ягуар». Однією з основних задач французького контингенту була оборона столиці країні Нджамени від повітряних ударів лівійської авіації. Авіабаза Уаді-Дум на півночі Чаду зі злітно-посадочною смугою довжиною 3800 м була єдиним аеродромом, з якого лівійські бомбардувальники мали змогу діставатися до Нджамени без дозаправки у повітрі. Авіабаза була збудована лівійцями між листопадом 1984 і жовтнем 1985.
Удар по Уаді-Дум повинен був мати не тільки стратегічне, але й велике політичне значення: авіабаза стала символом приниження Франції, яку Лівія обдурила, не вивівши війська згідно з домовленістю. Ударом по Уаді-Дум французький уряд мав продемонструвати африканським союзникам рішучість своїх намірів.

## Атака
16 лютого вісім штурмовиків «Ягуар» і чотири винищувача прикриття «Міраж F-1» вилетіли з Бангі (столиці Центральноафриканської республіки) на Уаді-Дум. Французькі літаки наблизилися до авіабази на дуже малій висоті, завдяки чому лівійські радари і зенітно-ракетні комплекси не помічали їх практично до самого моменту удару. Літаки здійснили лише один прохід над ціллю, скинувши на злітно-посадочну смугу біля сорока бомб, важко її пошкодивши і на кілька днів зробивши непридатною для експлуатації. Вся атака тривала менше хвилини.

## Реакція і наслідки
Невдовзі після атаки французький міністр оборони Поль Кіле доповів, що злітна смуга авіабази Уаді-Дум зруйнована. Авіаналіт підтримали усі політичні сили Франції за винятком комуністичної партії. На міжнародній арені на підтримку французької акції висловились Сполучені Штати; на конференції держав-франкофонів, що відбувалася у Парижі з 17 по 19 лютого, акція була схвалена представниками більшості африканських держав.
Першою реакцією Каддафі на цю акцію було твердження, що аеродром в Уаді-Дум виконував суто цивільні задачі, і що під час авіаудару загинули мирні люди. Але справжньою його відповіддю французам був рейд лівійського бомбардувальника Ту-22 на Нджамену, виконаний наступного дня, 17 лютого, з авіабази Аузу. Ця атака не завдала великої шкоди (хоча у злітно-посадочну смугу міжнародного аеропорту Нджамени влучили дві бомби з трьох, скинутих лівійським літаком), але мала велике символічне значення як доказ того, що з утратою Уаді-Дум лівійці не втратили можливості загрожувати столиці. Також ця подія показала, що французький авіаудар не досяг своєї основної мети — спонукати Каддафі покинути Чад; навпаки, після взаємної демонстрації сили вирішальна битва за контроль над Чадом стала неминучою.

## Джерело
- Facon, Patrick (1995); Les guerres du tiers-monde; Editions ATLAS; ISBN 2-7312-1199-7